# Aphyllorchis annamensis
Aphyllorchis annamensis är en orkidéart som beskrevs av Leonid Vladimirovitj Averjanov. Aphyllorchis annamensis ingår i släktet Aphyllorchis och familjen orkidéer. Inga underarter finns listade i Catalogue of Life.